# エディー・ハイランド
エディー・ハイランド（Eddie Hyland、1984年4月24日 - ）は、アイルランドのプロボクサー。ダブリン出身。スーパーフェザー級で活動している。本名はエドワード・ハイランド (Edward Hyland )。
ハイランドは2004年11月にイングランドのアルトリンチャムの大会でプロデビューした。アンダーカードとしてジェイミー・ムーアおよびブライアン・マギーと戦った。